# Мария Целеста
«Мария Целеста» (англ. Mary Celeste) — бригантина, покинутая экипажем по невыясненной причине и найденная 4 декабря 1872 года в 400 милях от Гибралтара кораблём «Деи Грация» (Dei Gratia, «Божиею милостью»). Классический пример корабля-призрака.

## Корабль
Судно было заложено в конце 1860 года на верфи Джошуа Дэвиса в Спенсер-Айленде (Новая Шотландия) и спущено на воду 18 мая 1861 года под названием «Амазонка» (англ. Amazon), а 10 июня того же года зарегистрировано в Паррсборо. Согласно регистрационным документам, длина корабля составляла 99,3 фута (30,3 метра), ширина — 25,5 фута (7,8 м), осадка — 11,7 фута (3,6 м) и водоизмещение — 198,42 тонны. Официальным владельцем корабля числился консорциум из девяти человек, возглавляемых Дэвисом; среди совладельцев был Роберт Маклеллан, ставший первым капитаном корабля.
Первый рейс состоялся в июне 1861 года — «Амазонка» приплыла к Файв-Айлендс, чтобы взять груз древесины в Лондон. После погрузки Маклеллан неожиданно тяжело заболел, и «Амазонка» вернулась в Спенсер-Айленд, где Маклеллан умер 19 июня. Капитаном затем стал Джон Наттинг Паркер, и «Амазонка» возобновила путешествие в Лондон, в ходе которого сначала налетела на рыболовное снаряжение в американском Истпорте в штате Мэн, а затем в Ла-Манше столкнулась с бригом и потопила его.
Паркер пробыл капитаном два года, в течение которых «Амазонка» в основном курсировала по торговому маршруту между Новой Шотландией и Вест-Индией, и только один раз, в ноябре 1861 года, пересекла Атлантику и прибыла во Францию. В 1863 году Паркера сменил Уильям Томпсон, который оставался командиром до 1867 года. Как вспоминал один из членов экипажа, эти четыре года были для судна самыми спокойными. Но в октябре 1867 года возле острова Кейп-Бретон «Амазонка» попала в шторм и была выброшена на берег, получив столь тяжёлые повреждения, что владельцы отказались от неё.
15 октября того же года бригантину приобрёл Александр Максбин из Глэйс-Бэя (Новая Шотландия), который через месяц продал корабль местному бизнесмену, который спустя год, в ноябре 1868 года, продал его американскому моряку из Нью-Йорка Ричарду Хэйнсу. Хэйнс заплатил 1750 долларов за покупку, а затем потратил ещё 8825 долларов на восстановление корабля. Он назначил себя капитаном в декабре того же года и зарегистрировал корабль в Нью-Йорке как американское судно под новым названием — «Мария Целеста» («Мария Небесная»).
Спустя год, в октябре 1869 года, Хэйнсу пришлось отдать корабль своим кредиторам, которые продали его нью-йоркскому консорциуму, возглавляемому Джеймсом Винчестером. В течение следующих трёх лет состав этого консорциума несколько раз изменялся, хотя Винчестер сохранял по крайней мере половину своей доли на протяжении всего года. О том, чтобы «Мария Целеста» в этот период занималась какой-либо торговой деятельностью, отчётов не сохранилось. В начале 1872 года судно прошло капитальный ремонт, обошедшийся в 10 тысяч долларов. Длина была увеличена до 103 футов (31 метр), ширина — до 25,7 фута (7,8 м) и осадка — до 16,2 фута (4,9 м), водоизмещение — до 282,28 тонны. Помимо этого была добавлена вторая палуба, расширена корма и заменены многие доски.
29 октября 1872 года собрался новый консорциум, состоявший из Винчестера с шестью двенадцатыми и двух младших инвесторов с одной двенадцатой долей у каждого. Оставшиеся четыре двенадцатых доли отошли новому капитану судна, 37-летнему Бенджамину Бриггсу.

## Исчезновение экипажа
5 ноября 1872 года «Мария Целеста», под командованием Бриггса, вышла в плаванье. Корабль с грузом спирта-ректификата, принадлежавшего компании «Meissner Ackermann & Coin», отплыл из Статен-Айленда, Нью-Йорк, через Атлантику в Геную. На корабле, кроме капитана и 7 человек команды, находилась жена капитана Сара Элизабет Кобб-Бриггс и их двухлетняя дочь София Матильда.
«Мария Целеста» была обнаружена спустя четыре недели, 4 декабря (по некоторым отчётам, 5 декабря, из-за отсутствия стандарта часовых поясов в XIX веке), бригом «Деи Грация» под командованием капитана Дэвида Рида Морхауза, знакомого с Бенджамином Бриггсом. Ни одного человека, ни живого, ни мёртвого, на борту не было обнаружено.
Между переборками и палубами обнаруженного корабля была морская вода, её уровень в трюме достигал 3,5 футов (около метра), что для корабля такого размера немало, но и не слишком много. Крышки люков были сняты, причём створки носового люка были сорваны с петель и валялись на палубе. В остальном корабль казался неповреждённым. Окна кормовой надстройки, где находилась капитанская каюта, были закрыты брезентом и заколочены досками. Секстант и хронометр не были найдены (что подразумевает эвакуацию команды), в часах кончился завод, нактоуз с компасом был сбит с места, стёкла в нём — разбиты.
Матросы не забрали с собой свои трубки — они были сложены в надлежащем месте в кубрике. На камбузе инвентарь был аккуратно убран, никакой недоприготовленной еды не обнаружено. Пищи и воды в кладовых — в изобилии.
В плавание «Мария Целеста» отправилась с одной спасательной шлюпкой, вторая из штатных шлюпок была сдана в ремонт. Шлюпка, скорее всего, была спущена на воду, а не сорвана стихией. При этом, судя по состоянию перил, шлюпка была спущена с борта, который при господствующих в это время года ветрах и курсе на Геную являлся бы наветренным.
Груз в 1701 баррель спирта оказался цел (однако после доставки его в Геную владелец сообщил об исчезновении 9 баррелей). Нетронутым оказался полугодовой продовольственный запас. Все бумаги, за исключением судового журнала, исчезли. Последняя запись в судовом журнале датирована 24 ноября, с координатами «Марии Целесты»: 36°57′ с. ш. 27°20′ з. д.. Согласно надписи на грифельной доске в кают-компании, в 8 часов утра следующего дня бригантина находилась бы в 6 милях к юго-юго-западу от острова Санта-Мария (один из Азорских островов).
Люди, находившиеся на борту, были перечислены в корабельном журнале как:
| Имя                   | Оригинал имени       | Положение                | Гражданство        | Возраст |
| --------------------- | -------------------- | ------------------------ | ------------------ | ------- |
| Бенджамин Бриггс      | Benjamin S. Briggs   | Капитан                  | США                | 37      |
| Альберт Ричардсон     | Albert G. Richardson | Помощник капитана        | США                | 28      |
| Эндрю Гиллинг         | Andrew Gilling       | 2-й помощник капитана    | Дания              | 25      |
| Эдвард Хед            | Edward Head          | Стюард и кок             | США                | 23      |
| Фолькерт Лоренсон     | Volkert Lorenson     | Матрос                   | Германская империя | 29      |
| Ариан Мартенс         | Arian Martens        | Матрос                   | Германская империя | 35      |
| Бой Лоренсон          | Boy Lorenson         | Матрос                   | Германская империя | 23      |
| Готтлиб Гондешаль     | Gottlieb Gondeschall | Матрос                   | Германская империя | 23      |
| Сара Элизабет Бриггс  |                      | Жена капитана (пассажир) |                    | 31      |
| София Матильда Бриггс |                      | Дочь капитана (пассажир) |                    | 2       |

- Капитан Бенджамин Бриггс
- Сара Бриггс
- София Бриггс
- 1-й помощник Альберт Ричардсон

## Перегон в Гибралтар и следствие
Дэвид Морхауз, пообещав долю в призе, высадил на покинутый корабль своего штурмана Оливера Дево и несколько матросов с «Деи Грация», которые, на скорую руку исправив корабль, привели его в Гибралтар. Британское Адмиралтейство провело обстоятельное следствие с подробным обследованием корабля (в том числе и ниже ватерлинии, водолазами) и тщательным опросом очевидцев. Именно материалы этого следствия и являются основным и самым надёжным источником сведений. Это расследование сильно отсрочило получение Морхаузом призовых, так как груз не был доставлен вовремя, а корабль был задержан в Гибралтаре.
Следствие проводилось с 17 декабря 1872 года в Гибралтаре под управлением Фредерика Солли-Флуда, генерального прокурора Гибралтара.
Свидетельства экспертов, привлеченных к осмотру корабля, показали, что на носу корабля были обнаружены следы, сделанные предположительно острым инструментом, а также возможные следы крови на капитанском мече. Расположение вещей свидетельствовало о том, что корабль не попадал в сильный шторм — в частности, на швейной машинке лежала маслёнка, которая при сильной качке обязательно бы свалилась. Об отсутствии шторма свидетельствовали и наблюдения других судов в районе в предполагаемое время катастрофы. Сырость в жилых помещениях корабля объяснялась только повсеместно открытыми люками, в том числе световым в каюте капитана, что было сделано явно не по погоде. На обшивке корпуса корабля не было повреждений, характерных при столкновениях корабля. Возможные следы крови, а также показания Дево и второго помощника «Деи Грация» Джона Райта убедили Флуда, что он имеет дело с преступлением, а не с последствиями некоего природного явления. В своём отчёте от 22 января 1873 года, отправленном в Лондон, он указал, что вероятнее всего, под воздействием алкоголя члены экипажа убили семью капитана и офицеров корабля, после чего попытались скрыть преступление, замаскировав его под столкновение, и скрылись на шлюпке, после чего пропали без вести. Флуд также подозревал, что Морхауз мог что-то скрывать, так как между последним задокументированным местоположением «Марии Целесты» и местом её обнаружения было большое расстояние. Факт того, что корабль мог преодолеть такое расстояние без экипажа, вызывал у него большие подозрения.
Глава консорциума, которому принадлежало судно, Джеймс Винчестер прибыл в Гибралтар 15 января с целью получить корабль и его груз обратно. Узнав о подозрениях Флуда, Винчестер под присягой засвидетельствовал о высоких качествах Бриггса и настаивал на том, что капитан покинул бы корабль только в случае огромной опасности. Версия Флуда о преступном сговоре и убийстве встретила серьёзную критику, когда стало известно, что анализ следов на мече и корабле показал, что это были не следы крови. Следы на носу же, по мнению американской стороны, являются следствием естественного воздействия морской воды на древесину корабля.
Не имея никаких более оснований для подозрений, Флуд неохотно освободил «Марию Целесту» из судебного ареста 25 февраля. Вскоре на судно был назначен новый капитан, набравший из местных моряков команду, после чего «Мария Целеста» отправилась в Геную.

## Попытки объяснить произошедшее
Обнаружение корабля породило массу домыслов и слухов. Обсуждались возможности мятежа, нападения пиратов, воздействия Бермудского треугольника или инфразвука. Некоторые вспоминали полуфантастические истории о якобы имевших место нападениях на корабли гигантских кальмаров, осьминогов и «морских змеев».
Однако даже такие экзотические версии не смогли свести воедино все факты. Например, версия захвата пиратами не объясняет, почему остался нетронутым весьма привлекательный для них груз спирта — точнее, коньячного ректификата — который можно было бы не только пить, но и выгодно продать. Версия нападения или мятежа не объясняет отсутствия следов борьбы или записей жертв. Версии, связанные с необъяснимыми явлениями, содержат большое количество непроверяемых предположений.
Правдоподобные объяснения сводятся к тому, что экипаж и пассажиры покинули корабль по своей воле, и отличаются только в толковании причин, побудивших их на такое странное поведение в относительно спокойном (по свидетельству других судов в этом районе и в это время), но холодном океане, при более чем приемлемом состоянии корабля. Одновременно трудно объяснить повсеместно открытые световые и грузовые люки, брошенные ценности и судовой журнал, порядок в капитанской каюте и кубрике, заколоченные брезентом надстройки, оставленные матросские трубки и т. д.

### Гипотеза Кобба о воспламенении паров спирта
Наиболее правдоподобная гипотеза была высказана дальним родственником Бриггса — Коббом. Согласно его утверждению, он каким-то образом сумел на время заполучить у сына капитана Морхауза семейный архив и изучить все материалы, относящиеся к тайне «Марии Целесты». Кроме того, он детально ознакомился с материалами следствия по бригантине, сохранившимися в архивах английского Адмиралтейства. Версия Кобба изложена в его книге «Розовый коттедж», изданной в США в 1940 году.
По мнению Кобба, причина трагедии заключалась в негерметичности бочек со спиртом. Спирт медленно испарялся из бочек, его пары смешивались с воздухом в замкнутом пространстве трюмов, образуя взрывоопасную смесь. 24 ноября 1872 года произошёл взрыв этой смеси в кормовом трюме бригантины. Мощность взрыва была небольшой, и деревянные люковые крышки остались на месте. Бриггс приказал проветрить трюм, для чего матросы сняли крышки. Несколько позже аналогичный, но более сильный взрыв произошёл в носовом трюме; в этом случае взрывная волна опрокинула крышки люков.
Бриггс, опасаясь очередного, ещё более сильного взрыва, приказал спешно покинуть судно. Спуск шлюпки и покидание корабля, по-видимому, происходили в обстановке нарастающей паники. Вероятно, первыми в шлюпку сели жена капитана с дочерью, штурман Ричардсон и один из матросов. Бриггс бросился к себе в каюту, собрал судовые документы, взял хронометр и секстант, но в спешке забыл о судовом журнале; кок в это время забрал с камбуза провизию для шлюпки, что объясняет отсутствие на «Марии Целесте» приготовленной пищи.
По-видимому, Бриггс не намеревался совсем покидать бригантину, а просто хотел временно удалиться от корабля на расстояние порядка 100—150 метров, чтобы обезопасить команду на случай очередного взрыва. Однако буксирного троса такой длины на корабле не оказалось, и второй штурман Гиллинг с матросом временно позаимствовали для этой цели дирик-фал — длинную снасть, которой поднимают косой парус, — что объясняет, почему на грот-мачте «Марии Целесты» парус был спущен. Более того, Кобб разыскал в архивах протокол допроса Дево, где тот утверждает, что, готовя «Марию Целесту» к плаванию в Гибралтар от Азорских островов, он не обнаружил на бригантине дирик-фала и вынужден был закрепить его заново.
Когда отцепили дирик-фал и все сели в шлюпку, Бриггс вспомнил, что не взял с собой компас. Матрос, которому это было поручено, в спешке погнул нактоуз и уронил компас на палубу.
Шлюпка быстро отошла от бригантины на расстояние около 130 метров. «Мария Целеста» дрейфовала. Сидящие в шлюпке ожидали очередного, ещё более сильного взрыва, однако его не произошло, поскольку взрывоопасная смесь улетучилась через открытые люки обоих трюмов.
Внезапно изменившийся ветер наполнил паруса бригантины, и та быстро набрала ход, в то время как тяжёлая, перегруженная людьми шлюпка оставалась на месте; связывавший её с бригантиной дирик-фал резко натянулся и, не выдержав рывка, оборвался. Неуправляемая «Мария Целеста» ушла на восток со скоростью, гораздо большей, чем та, которую могла развить вёсельная шлюпка. Надвигающийся шторм потопил шлюпку со всеми людьми.

### Гипотеза о столкновении сплавающим островом
Данная гипотеза была высказана в 1951 году моряком Додом Орсборном. Она основана на следующих фактах. Под территорией Мавритании под песками Сахары протекает большая подземная река, в устье которой время от времени скапливается огромное количество наносного песка, слипающегося в глыбы большого размера. Под напором водного потока глыбы сносит в море, и потом они всплывают в море в виде небольших островов. По мнению Орсборна, «Мария Целеста» столкнулась с одним из таких островов, её экипаж пытался добраться до Азорских островов на шлюпках, но утонул. Остров же затем снова погрузился на морское дно, и корабль стал просто дрейфовать в море. Тот факт, что парусник был обнаружен не у берегов Мавритании, а между Азорскими островами и Португалией, Орсборн объяснял тем, что он в течение восьми-десяти дней шёл через штормовую зону, в результате чего координаты были рассчитаны неверно, и «Марию Целесту» отнесло на несколько сот миль к востоку от Азор, где она и столкнулась с песчаным островом. Как уже упоминалось выше, экипаж погиб. Впоследствии ветры отнесли корабль к месту его обнаружения.
В свою очередь, некоторые факты опровергают данную версию: во-первых, песчаные острова никогда не сносит так далеко от берега, во-вторых, пассаты отнесли бы корабль не на север, а на юг, в-третьих, согласно утверждению некоторых исследователей, последний раз координаты «Марии Целесты» были сняты в пределах видимости берега. Впрочем, подтвердить последний факт вскоре стало невозможно, поскольку судовой журнал «Марии Целесты» исчез из канцелярии Гибралтарского суда.

### Гипотеза Лоуренса Киттинга
Писатель Лоуренс Киттинг выдвинул гипотезу, согласно которой капитаны Морхауз и Бриггс изначально договорились, что, поскольку команда «Марии Целесты» была недоукомплектована, три матроса с «Деи Грация» помогут «Марии Целесте» преодолеть наиболее трудную часть перехода, после чего корабли встретятся у Азорских островов и матросы вернутся на «Деи Грация».
В ходе плавания жена капитана погибла в результате несчастного случая (была придавлена пианино во время качки), после чего капитан стал вести себя неадекватно и перестал руководить командой. Команда предалась пьянству, капитан погиб (упал за борт?), в пьяной драке был убит матрос. В конце концов первый офицер Хулок, не желая отвечать за случившееся, убедил часть команды оставить корабль и по возвращении заявить, что корабль погиб. В результате оставшиеся в живых члены команды, кроме кока и трёх матросов с «Деи Грация», испугались предстоящего суда и поплыли на шлюпках к Азорам.
Оставшаяся часть команды была обнаружена кораблём «Деи Грация», однако капитан убедил моряков представить дело так, как будто корабль был обнаружен пустым, а сами они являются членами команды «Деи Грация». Таким образом капитан Морхауз получил премию, которой поделился и с моряками с найденного корабля.
Главным недостатком данной версии является то, что она основана на показаниях единственного свидетеля — восьмидесятилетнего старика Джона Пэмбертона, якобы являвшегося коком с «Марии Целесты». Данный свидетель мог просто забыть многие подробности произошедшего или сознательно исказить факты. Кроме того, кок мог быть просто вымышленным лицом, поскольку Киттинг никогда не сообщал, где конкретно встретил его, а журналистам всегда заявлял, что Пэмбертон умер.

### Версия остраховом мошенничестве
А. И. Ракитин выдвинул версию, согласно которой «таинственное исчезновение» команды было инсценировкой с целью обогатиться. Обращает на себя внимание то обстоятельство, что многие ключевые участники событий были хорошо знакомы или приходились друг другу родственниками. Прежний капитан Ричардсон, незадолго до последнего рейса снятый с должности, но оставшийся на корабле в качестве штурмана и старшего помощника, и новый капитан Бриггс были женаты на двух сёстрах — дочерях основного акционера судоходной компании Джеймса Винчестера. (Одна из дочерей, Сара, плыла со своим мужем (капитаном Бриггсом) на «Марии Целесте»). Капитан корабля, обнаружившего покинутую «Марию Целесту», Дэвид Морхауз, также был хорошо знаком с капитаном Бриггсом, с которым учился вместе и дружил больше двадцати лет.
Эти обстоятельства, а также то, что все причастные к обнаружению корабля получили денежное вознаграждение, а корабль вернулся к своему владельцу вместе со страховыми выплатами, позволяют выдвинуть версию о страховом мошенничестве. Команда корабля на самом деле покинула «Марию Целесту» непосредственно перед её «обнаружением», все повреждения и прочие странные детали были оставлены намеренно с целью запутать расследование. По версии Ракитина, афера всё же не удалась по злой случайности: экипаж и семья капитана, которые должны были на шлюпке добраться до ближайшего острова, погибли по независящим от них обстоятельствам.

### «Сообщение Хебекука Джефсона»
Английский писатель Артур Конан Дойл в 1884 году написал повесть «Сообщение Хебекука Джефсона». В этой приключенческой повести была описана судьба членов экипажа корабля «Святая Дева», которые стали жертвой заговора, хитросплетения, интриг и дикой жестокости, после чего корабль остался дрейфовать в океане без экипажа. Несмотря на то, что рассказ был вымышлен от начала до конца и является художественным произведением, некоторые читатели решили, что Хебекук Джефсон — реальный человек, а рассказ — это реальное описание событий, предшествующих исчезновению экипажа корабля. Такие утверждения можно встретить и сегодня.

## Судьба корабля
После ремонта корабль использовался ещё в течение 12 лет. В августе 1884 года его капитаном стал Гилман Паркер. 3 января 1885 года корабль налетел на рифы у берегов Гаити; как выяснилось впоследствии, это было результатом умышленных действий Паркера с целью получения страховки. Мошенничество вскоре было раскрыто, и в июле того же года Паркер предстал перед судом, но жюри так и не пришло к единому мнению, и 15 августа дело было урегулировано мирным путём. Паркер был отпущен, но его профессиональной репутации был нанесён ущерб, и он умер в бедности спустя три месяца.
В августе 2001 года экспедиция, возглавляемая морским археологом и писателем Клайвом Касслером, объявила, что они нашли останки судна возле тех рифов, на которые наскочила «Мария Целеста». В сохранности были обнаружены лишь несколько кусков древесины и металлических предметов, которые они подняли на поверхность. Начальные экспертизы древесины указали, что это был именно тот тип дерева, который активно использовался на нью-йоркских верфях во время ремонта «Марии Целесты» в 1872 году . Однако дендрохронологическая экспертиза, выполненная Скоттом Сент-Джорджем из Геологической канадской службы, показала, что древесина относится, вероятно, к деревьям штата Джорджия, чьи леса начали вырубать для этих целей только в 1894 году.

### Хронология
- 1861 — «Амазонка» построена в Новой Шотландии, Канада
- 1867 — Попав в шторм, корабль выброшен на берег в бухте Глэйс в Новой Шотландии
- 1869 — Отремонтирован и продан американскому владельцу. Переименован в «Марию Целесту»
- 1872
  - 7 ноября — отправился в плавание из Нью-Йорка в Геную
  - 24 ноября — последняя запись в журнале капитана
  - 25 ноября — последняя запись на грифельной доске
  - 4 декабря — корабль найден покинутым
- 1885
  - 3 января — корабль под командованием капитана Паркера налетел на риф

## В кино
- В сериале «Доктор Кто», в 16 серии 2 сезона «Погоня» упоминается парусник «Мария Селеста» и версия покидания экипажем своего корабля.
- В фильме «Корабль-призрак» (2002) кратко рассказывается история корабля  «Мария Селеста»
- В фильме «Бермудский треугольник» (Lost voyage, 2001) о корабле-призраке «Corona Queen» главный герой журналист Аарон пишет статью о деле «Марии Селесты» в тот момент, когда узнаёт о найденной «Короне Куин».